# Mobilia (museum)
Mobilia är ett vägtrafikmuseum beläget i Kangasala i Birkaland. Det bildades år 1992 genom en samgång av Vehoniemi bilmuseum, Finlands militär- och specialfordonsmuseum och Finlands vägmuseum med gemensamma utrymmen i Kisaranta. År 1994 flyttades Vehoniemis samlingar till samma ställe men samlingen av veteranbilar blev kvar på Vehoniemiåsen.  År 1997 fick museet status som nationellt specialmuseum. År 1999 ombildades den äldre Vehoniemi-stiftelsen till Mobilia-stiftelsen som är ett omfattande samarbete av olika intressenter och  upprätthåller museiverksamheten. Museets viktigaste nätverk är Trafiikki-yhdistys ry som omfattar 10 museer i Finland med inriktning på trafik.
Mobilias utställningar omfattar en permanent utställning om byggandet och användningen av finska vägar, en årligen växlande huvudutställning om aspekter av den dagliga vägtrafiken, Rallymuseet, en utomhusutställning om nödarbete för vägbyggen, och ett klassiskt bilgalleri som visar olika mestadels privatägda bilar.
Museet erbjuder också olika tjänster för bilägare, till exempel bevarande, underhåll och förvaring. Mobilia tillhandahåller också professionella konsulttjänster till finska Transportstyrelsen för deras historiska samlingar som finns i Mobilia och trafikrelaterade historiska landmärken som ägs av Transportstyrelsen. Museets kunder på myndighets-, kommunala- och institutionella branscher samt olika företag kan köpa samlingstjänster inklusive förvaring, katalogisering, forskning och rådgivning. Museets direktör är Heidi Rytky (sedan 2012) och tidigare direktörer var Kimmo Levä (1994–2011) och Martti Piltz (1992–1994).

## Historia
Stiftelsen Mobilia grundades 1991 som en sammanslagning av Vägmuseet, som grundades 1980 av Väg- och vattenbyggnadsstyrelsen, och Stiftelsen Vehoniemi bilmuseum, som grundades 1986 av företagaren Olavi Sallinen från Kangasala. Bland de grundande medlemmarna fanns även Bilregistercentralet, Kangasala kommun, Finlands försvarsministerium och Finlands vägförvaltning. Det nya museet öppnades för allmänheten 1992. Idag har Mobilia-stiftelsen 29 medlemmar, alla med anknytning till olika aspekter av vägtrafik.

## Samlingarna
I Mobilias museikomplex finns inte bara de egna samlingarna utan även material som ägs av en mängd olika museer, myndigheter, föreningar och privatpersoner. Samlingarna omfattar nästan 63 000 objekt, varav över 70 % är fotografier. Den största kunden är Trafikledsverket med nästan 35 000 objekt fördelade på Vägverkets och Kanalmuseets samlingar. Mobilias samling omfattar ca 330 motorfordon. Samlingarna kan besökas på förbeställda turer eller på onsdagar kl. 13.00, då det hålls en offentlig visning av samlingarna. Största delen av samlingarna är tillgängliga online via Mobilias egen E-Mobilia-tjänst och finna.fi, en tjänst som rymmer de flesta bidragsgivare till det finska kulturarvet.

## Nätverk
Mobilia är medlem i FIVA (professionell medlem i grupp 3 av Fédération Internationale des Véhicules Anciens), NordBalt-nätverket för vägmuseer i de nordiska och baltiska länderna samt IATM. Mobilia är medlem i nätverket för finska trafik- och kommunikationsmuseer Trafiikki, nätverket för finska militärhistoriska museer och Rådgivande nämnden för bilmuseer. Mobilia är också verksamt i Museiverkets Expertkommittén för vägtransporter.